# Nová Ves u Mladé Vožice
Nová Ves u Mladé Vožice település Csehországban, a Tábori járásban. Nová Ves u Mladé Vožice Oldřichov, Hlasivo, Řemíčov, Zhoř u Mladé Vožice, Nemyšl és Miličín településekkel határos. Lakosainak száma 196 fő (2024. január 1.).

## Népesség
A település lakosságának változását az alábbi diagram mutatja:
| Lakosok száma | 823  | 796  | 703  | 444  | 281  | 189  | 182  | 185  | 184  | 196  |
|               | 1869 | 1890 | 1921 | 1950 | 1980 | 2001 | 2017 | 2019 | 2022 | 2024 |